# Laura Chinchilla

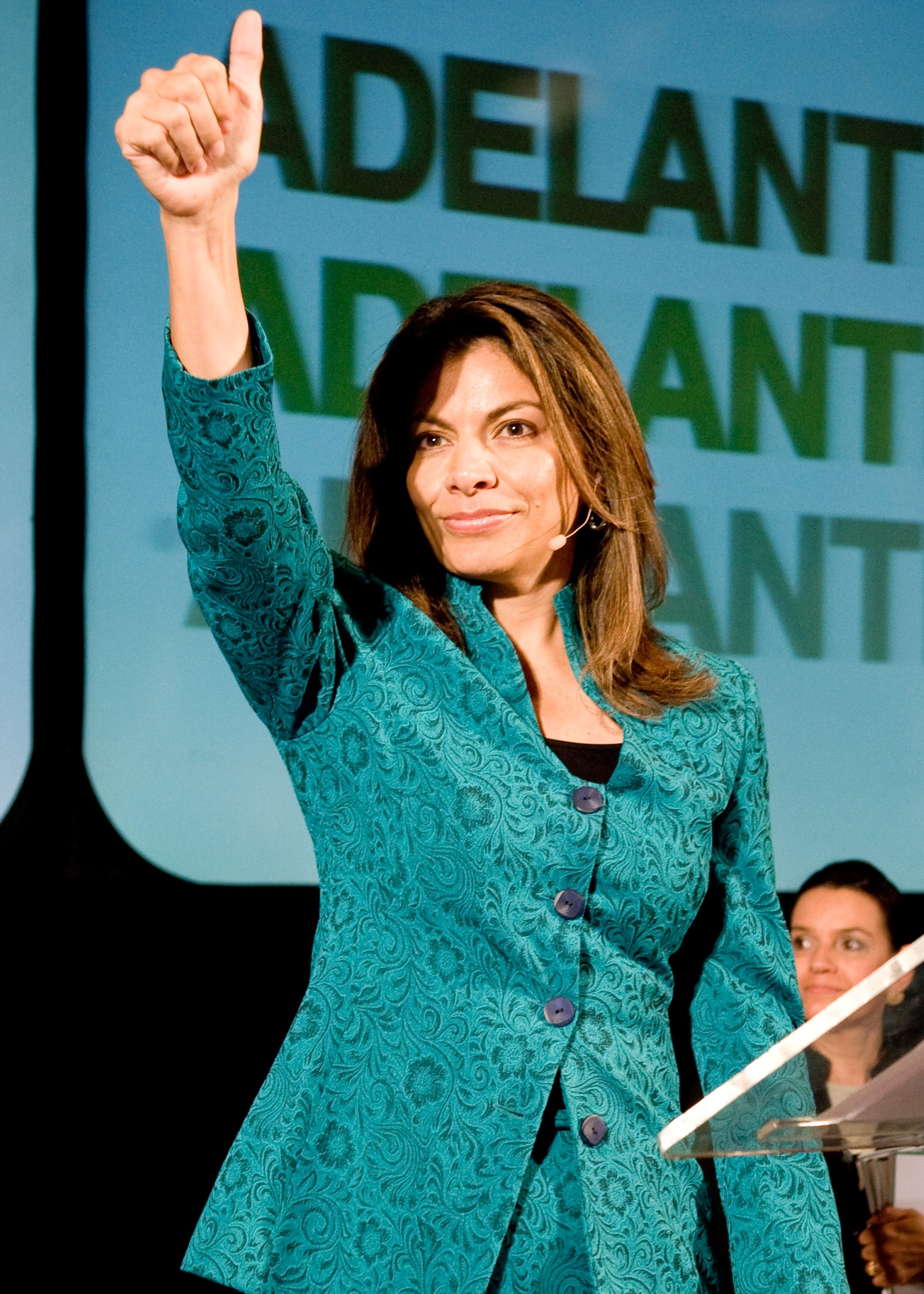
Laura Chinchilla (2008)

Laura Chinchilla Miranda (* 28. März 1959 in San José) ist eine costa-ricanische Politikwissenschaftlerin und war vom 8. Mai 2010 bis zum 8. Mai 2014 Staatspräsidentin des Landes. In diesem Amt war sie Nachfolgerin ihres Parteikollegen von der sozialdemokratischen Partido Liberación Nacional (PLN), Óscar Arias, und erste Frau im höchsten Staatsamt Costa Ricas.

## Leben
Laura Chinchilla ist die Tochter von Rafael Ángel Chinchilla Fallas, der von 1972 bis 1987 Oberster Rechnungsprüfer (Contralor General de la República) von Costa Rica war, und von Emilce Miranda Castillo. Sie studierte an der Universität von Costa Rica Politikwissenschaften und hat einen Master in Public Policy der Georgetown University.
Ihre politische Laufbahn begann Laura Chinchilla in verschiedenen internationalen Organisationen als Beraterin für Justiz- und Sicherheitsfragen in Lateinamerika und Afrika. Außerdem war sie Sprecherin verschiedener internationaler Foren für öffentliche Sicherheit und Polizeireformen. Von 1994 bis 1996 war sie stellvertretende Ministerin für Justiz und von 1996 bis 1998 Ministerin für öffentliche Sicherheit ihres Landes.
Nach dem Wahlsieg der PLN bei den Präsidentschaftswahlen 2006 wurde Laura Chinchilla unter Óscar Arias 1. Vizepräsidentin Costa Ricas. Dieses Amt hatte sie bis zum 8. Oktober 2008 inne. Zu diesem Zeitpunkt begann der Wahlkampf zur Präsidentschaftswahl 2010, zu der sie als Kandidatin ihrer Partei antrat. Laura Chinchilla erhielt 47 Prozent der Stimmen, fast doppelt so viele wie der zweitplatzierte linke Kandidat Ottón Solís, für den sich 25 Prozent aussprachen. Am 1. Juli 2010 genehmigte das Parlament Costa Ricas auf Antrag der Präsidentin die Stationierung von bis zu 46 Kriegsschiffen und 7000 Soldaten der USA in Costa Rica, das als einziges Land Mittelamerikas selbst keine Armee unterhält.
2012 setzte sie gegen gewachsene Strukturen in Costa Rica durch, dass die Bestimmungen von Artenschutzgesetzen effektiv angewendet und eingehalten werden, insbesondere in Bezug auf Haie und auf das Verbot des Shark-Finning. Hierfür wurde ihr gemeinsam mit Richard Branson 2013 durch die Haischutzorganisation Sharkproject der Award "SharkGUARDIAN of the Year" verliehen.
Am 6. Juli 2013 unterzeichnete sie ein Gesetz zur Ehe, welches sich auf „soziale Rechte und Vorteile einer zivilen Gemeinschaft, frei von Diskriminierung“ bezieht und somit eine gleichgeschlechtliche Ehe gesetzlich erlaubt. Das Gesetz wurde einstimmig verabschiedet, weil die konservativen costa-ricanischen Abgeordneten die geänderte Fassung nicht gelesen hatten und ihren Fehler erst einen Tag später bemerkten. Der Bitte konservativer Abgeordneter, das Gesetz nicht zu unterschreiben, kam sie nicht nach. Costa Rica war damit nach Argentinien und Mexiko das dritte Land in Lateinamerika, in dem gleichgeschlechtliche Ehen erlaubt sind.
Laura Chinchilla ist verheiratet und hat einen Sohn.

## Werke
- Gemeinsam mit David Schodt: The administration of justice in Ecuador. Centro para la Administración de Justicia, San José (Costa Rica) 1993. ISBN 9977-06-008-8.
- Gemeinsam mit José María Rico: Seguridad ciudadana en América Latina : hacia una política integral. Siglio Veintiuno Ed.,  Mexico 2002. ISBN 978-968-23-2395-9.